# Markovina
Markovina este un sat din comuna Cetinje, Muntenegru. Conform datelor de la recensământul din 2003, localitatea are 16 locuitori (la recensământul din 1991 erau 16 locuitori).

## Demografie
În satul Markovina locuiesc 15 persoane adulte, iar vârsta medie a populației este de 53,4 de ani (48,3 la bărbați și 62,0 la femei). În localitate sunt 7 gospodării, iar numărul mediu de membri în gospodărie este de 2,29.
|  |

| Demografie | Demografie | Demografie |
| An         | Locuitori  | Locuitori  |
| ---------- | ---------- | ---------- |
|            |            |            |
|            |            |            |
|            |            |            |
|            |            |            |
| 1948       | 264        |            |
| 1953       | 315        |            |
| 1961       | 270        |            |
| 1971       | 133        |            |
| 1981       | 70         |            |
| 1991       | 16         | 16         |
| 2003       | 16         | 16         |

| \| Componența etnică conform recensământului din 2003[2] \| Componența etnică conform recensământului din 2003[2] \| Componența etnică conform recensământului din 2003[2] \| Componența etnică conform recensământului din 2003[2] \| Componența etnică conform recensământului din 2003[2] \| \| ----------------------------------------------------- \| ----------------------------------------------------- \| ----------------------------------------------------- \| ----------------------------------------------------- \| ----------------------------------------------------- \| \| \| \| \| \| \| \| Muntenegreni \| Muntenegreni \| \| 12 \| 75% \| \| Sârbi \| Sârbi \| \| 3 \| 18,75% \| \| necunoscută \| necunoscută \| \| 0 \| 0% \| |              |  |    |        |
| Componența etnică conform recensământului din 2003 |              |  |    |        |
| |              |  |    |        |
| Muntenegreni | Muntenegreni |  | 12 | 75%    |
| Sârbi | Sârbi        |  | 3  | 18,75% |
| necunoscută | necunoscută  |  | 0  | 0%     |